# 阿留申海盆

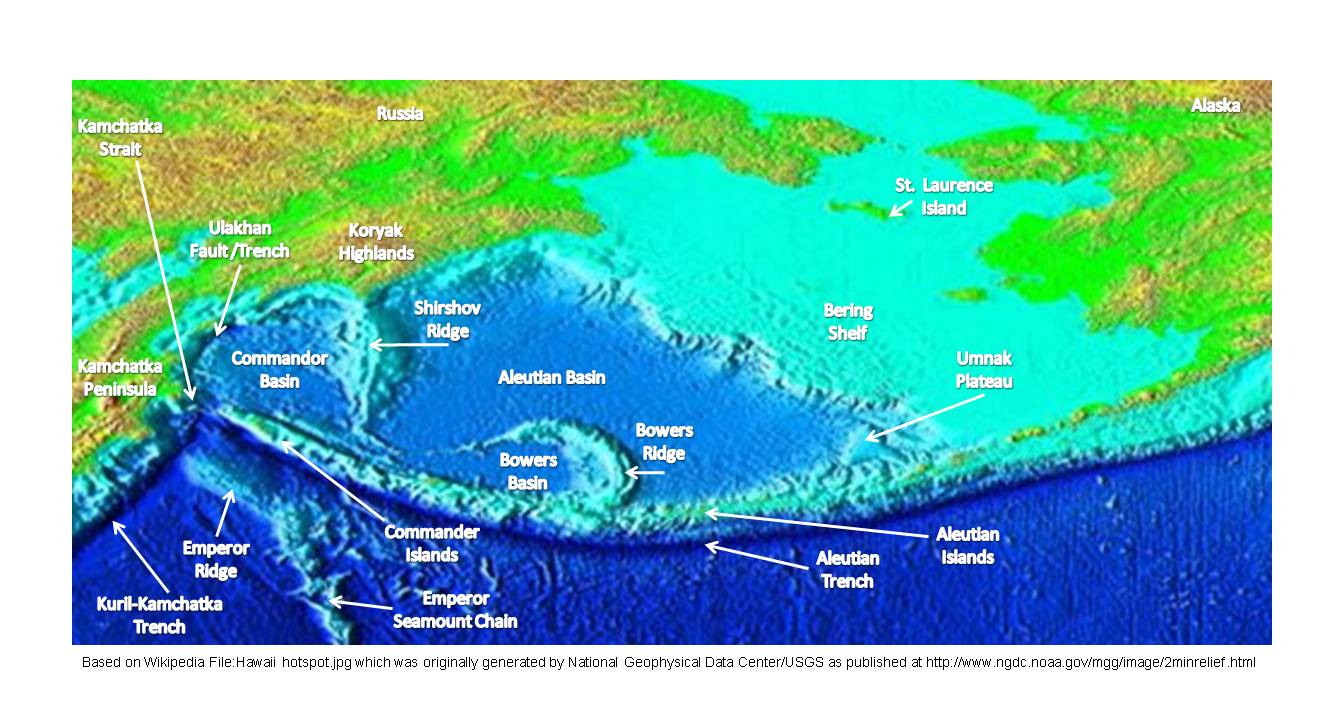
白令海海底地貌。

阿留申海盆（Aleutian Basin）是太平洋白令海西南部的海底凹地，西接堪察加半岛，东北接北美大陆架，南部为阿留申群岛。南北长约1800公里，东西宽约1000公里，深度超过3000米。盆底有一层厚的玄武岩地壳。